# Macarena García
Macarena García de la Camacha Gutiérrez-Ambrossi (Madrid, 26 aprile 1988) è un'attrice spagnola, vincitrice del premio Goya 2012 come miglior attrice rivelazione per il film Blancanieves.

## Filmografia

### Cinema
- Blancanieves, regia di Pablo Berger (2012)
- Todos están muertos, regia di Beatriz Sanchís (2014)
- Palme nella neve (Palmeras en la Nieve), regia di Fernando González Molina (2015)
- Villaviciosa de al lado, regia di Nacho G. Velilla (2016)
- La chiamata (La llamada), regia di Javier Ambrossi e Javier Calvo (2017)
- I Puffi - Viaggio nella foresta segreta (Los Pitufos: La aldea escondida), regia di Kelly Asbury (2017)
- Santo calcio (Que baje Dios y lo vea), regia di Curro Velázquez (2018)
- Nonostante tutto (A pesar de todo), regia di Gabriela Tagliavini (2019)
- Ventajas de viajar en tren, regia di Aritz Moreno (2019)
- El arte de volver, regia di Pedro Collantes (2020)
- Casa in fiamme (Casa en Flames), regia di Dani de la Orden (2024)

### Televisione
- Hospital Central - serie TV, 1 episodio (2009)
- El pacto - film TV (2010)
- El internado - serie TV, 6 episodi (2010)
- Amar en tiempos revueltos - soap opera, 337 episodi (2010-2012)
- Punta Escarlata - serie TV, 8 episodi (2011)
- Hospital Central - serie TV, 2 episodi (2011)
- Luna, el misterio de Calenda - serie TV, 20 episodi (2012-2013)
- Io ti troverò (Niños robados) - miniserie, 2 episodi (2013)
- B&b, de boca en boca - serie TV, 29 episodi (2014-2015)
- La española inglesa - film TV (2015)
- Paquita Salas - serie TV, 2 episodi (2016;2019)
- El Ministerio del Tiempo - serie TV, 11 episodi (2017;2020)
- La otra mirada - serie TV, 21 episodi (2018-2019)
- Paraíso - serie TV, 8 episodi (2021)

### Teatro
- En el nombre de la Infanta Carlota (2001)
- High School Musical (2008)
- La llamada (2013-2017)

### Pubblicità
- LG con Mario Casas
- Springfield con Pablo López (2018)

## Doppiatrici italiane
Nelle versioni in italiano delle opere in cui ha recitato, Macarena García è stata doppiata da:
- Ughetta D'Onorascenzo in Casa in fiamme
- Eleonora Reti in Io ti troverò
- Ludovica Bebi in Nonostante tutto